# Піранози

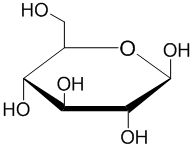
β-D-глюкопіраноза в проєкції Гаворта (Хеуорса)

Піранóзи — циклічні напівацетальні форми моносахаридів, в яких цикл складається із 6 атомів (скелет тетрагідропірану): одного атома кисню та п'яти атомів вуглецю.
У водному розчині відбувається таутомеризація із розкриттям циклу, встановлюється рівновага між ациклічною формою, піранозною (α, β) та фуранозною (α, β) формами.